# Rovigo (tỉnh)
Tỉnh Rovigo (Provincia di Rovigo) là một tỉnh ở vùng Veneto của Ý. Tỉnh lỵ là thành phố Rovigo. Tỉnh này giáp các tỉnh: Verona, Padova và Venice, tỉnh Ferrara và tỉnh Mantova.
It borders east with the Adriatic Sea.
Tỉnh Rovigo tương ứng với or is full included into Polesine ngày nay.
Tỉnh này có diện tích 1.789 km² và tổng dân số 244.625 người (2005).
Đồng bằng có độ cao từ -2 m đến 15 m.

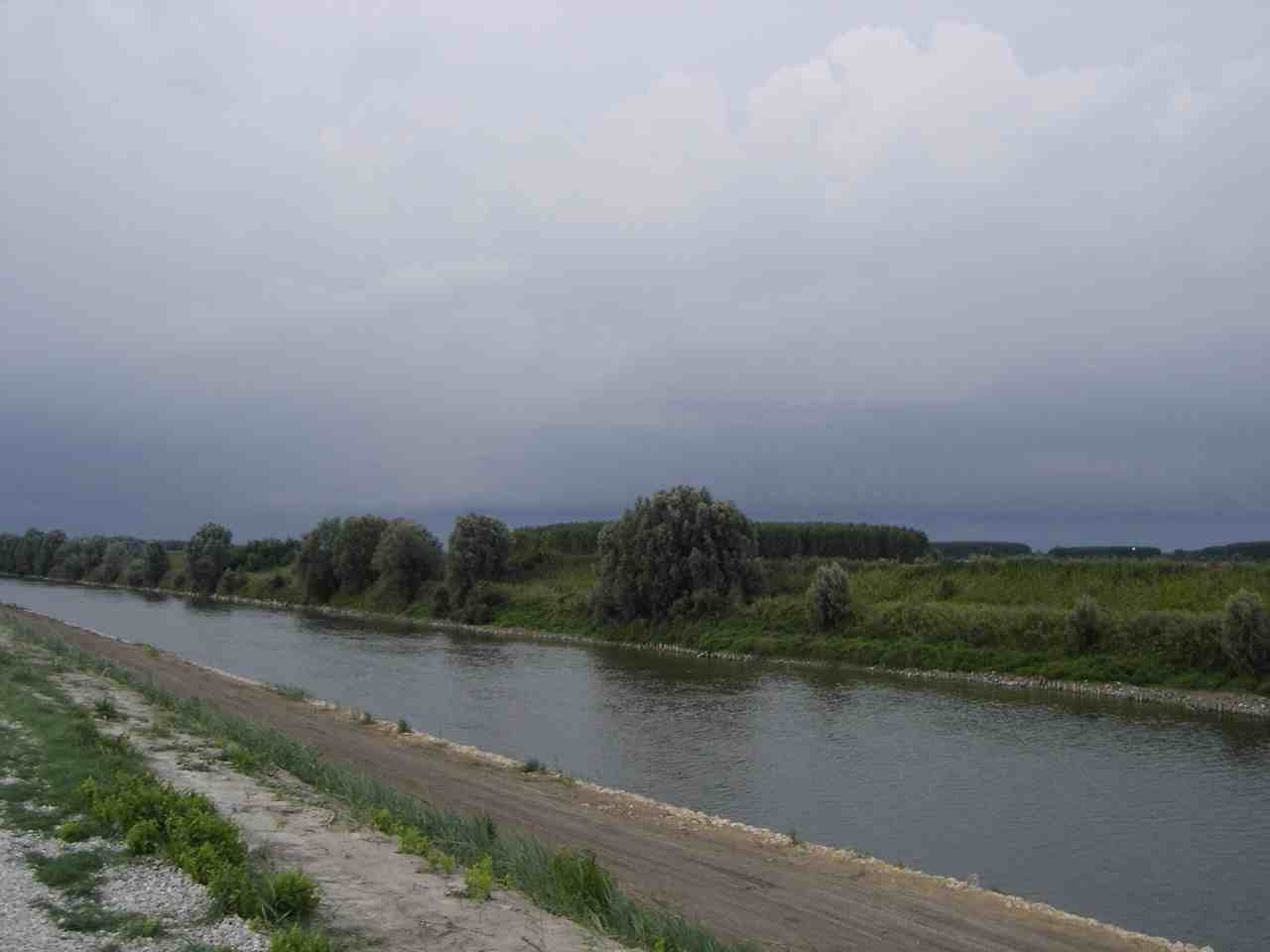
Sông Adige tại đoạn đổ vào tỉnh Rovigo gần Badia Polesine.

Biên giới phía bắc nằm ở sông Adige chảy từ Badia Polesine ra biển, ngoại trừ lãnh thổ Cavarzere (ở tỉnh Venezia); ranh giới phía nam là sông Po chảy từ Melara ra biển.

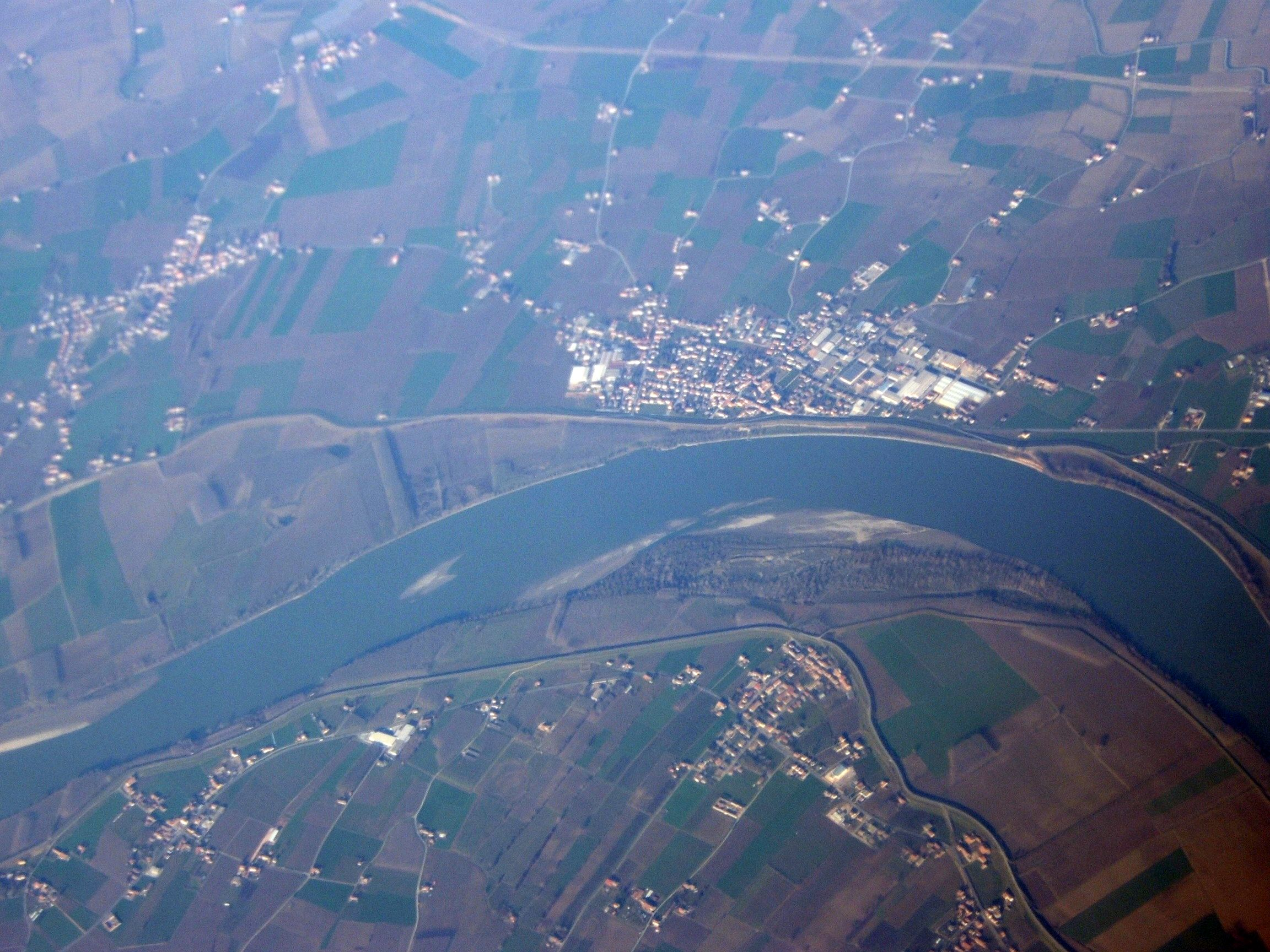
Sông Po đoạn chảy vào tỉnh Rovigo gần Melara.

Đất của tỉnh này có kiến tạo địa chất gần đây do các sông mang lại..
Có 50 đô thị (danh từ số ít tiếng Ý:comune) ở trong tỉnh này  Lưu trữ ngày 7 tháng 8 năm 2007 tại Wayback Machine. Tại thời điểm ngày 30 tháng 6 năm 2005, các đô thị chính xếp theo dân số là:
| Đô thị         | Dân số |
| -------------- | ------ |
| Rovigo         | 50.922 |
| Adria          | 20.593 |
| Porto Viro     | 14.484 |
| Lendinara      | 12.198 |
| Badia Polesine | 10.741 |
| Occhiobello    | 10.621 |
| Porto Tolle    | 10.377 |
| Taglio di Po   | 8.389  |
| Rosolina       | 6.304  |
| Villadose      | 5.285  |